# سفارة كندا في المجر
سفارة كندا في المجر هي أرفع تمثيل دبلوماسي لدولة كندا لدى المجر. تقع السفارة في 2nd district of Budapest ‏ وهي تهدف لتعزيز المصالح الكندية في المجر.

## وصلات خارجية
- الموقع الرسمي
- قائمة سفارات كندا
- قائمة السفارات في المجر